# Europaväg 4
Der Europaväg 4 (schwedisch für ‚Europastraße 4‘) ist eine schwedische Fernverkehrsstraße und der längere Teil der Europastraße 4. Sie verläuft von Helsingborg vorbei an Stockholm bis nach Haparanda (Grenze mit Finnland), wo sie in die finnische Staatsstraße 29 übergeht. Der E4 ist mit 1589 km Gesamtlänge nach dem E45 die zweitlängste Straße Schwedens.

## Verlauf

### Helsingborg – Mjölby

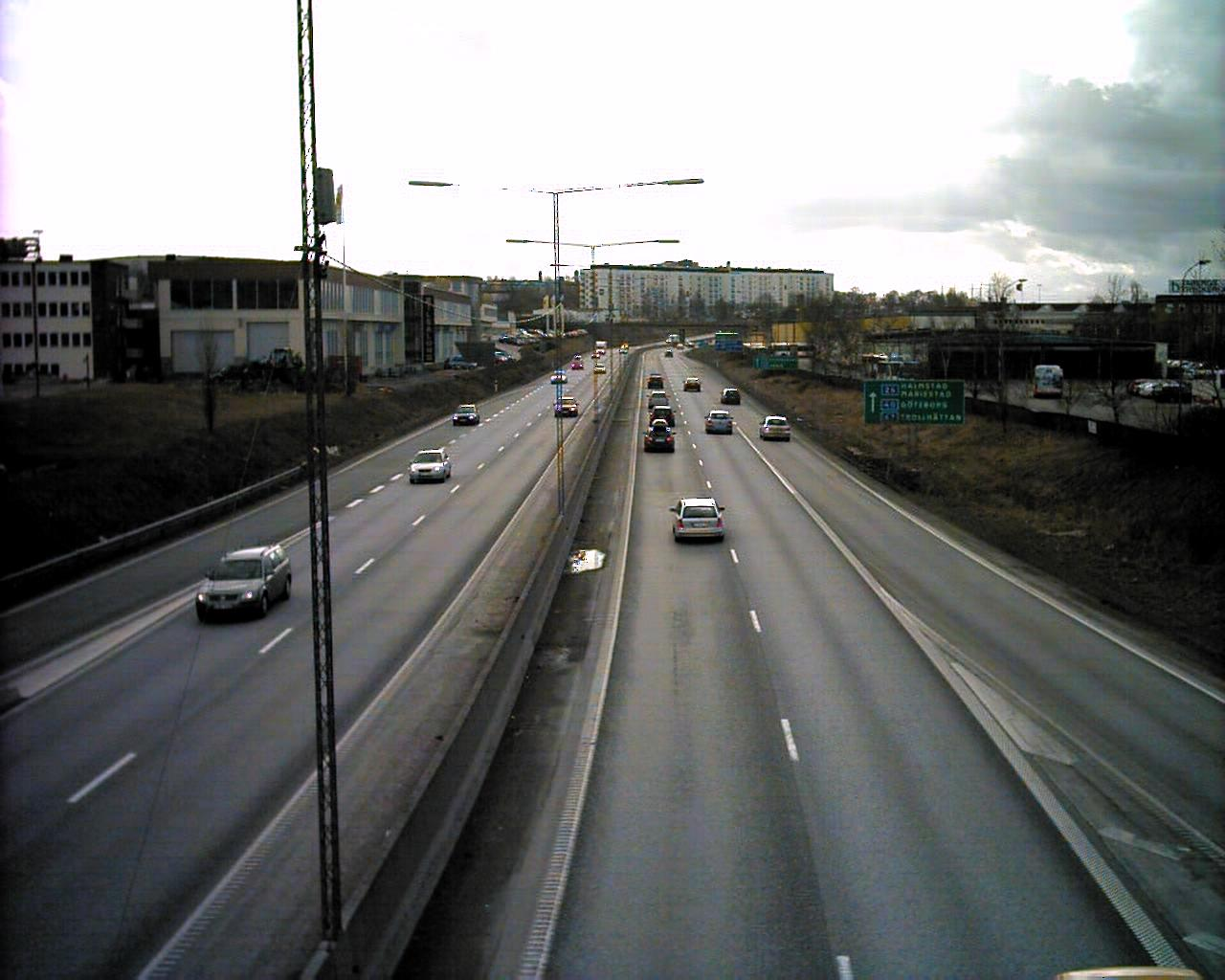
Der Europaväg 4 bei Jönköping

Die Autobahn beginnt in Helsingborg und verläuft von dort aus nach Nordosten. Zuerst verläuft sie vorbei am Autobahnkreuz Helsingborg Södra (E6, E20 und Länsväg 109), ehe sie das Autobahnkreuz Kropp erreicht (ebenfalls E6 und E20). Zwischen den beiden Autobahnkreuzen verläuft die E4 mit der E6 und der E20 auf einer gemeinsamen Trasse. Nach dem Verlassen Helsingborgs erwartet den Verkehrsteilnehmer zuerst eine Strecke mit Betondecke, ehe hinter Åstorp ein etwas neuerer Autobahnabschnitt folgt. Der Abschnitt bei Örkelljunga ist in den 2000er Jahren fertiggestellt worden und ist wie die meisten in dieser Zeit fertiggestellten schwedischen Autobahnen sehr der Natur angepasst und mit Leitplanken versehen.
Nahe Markaryd befindet sich ein noch neuerer Abschnitt, der ähnlich ausgebaut ist wie der bei Örkelljunga mit dem Unterschied, dass dort anstatt Leitplanken spezielle Drahtzäune verwendet werden. Dies ist nicht außergewöhnlich in Skandinavien. Auf diesem Abschnitt verläuft die Autobahn über die Laganbron.
Zwischen Markaryd und Värnamo verläuft die Straße durch eine überdurchschnittlich bewaldete Landschaft. Vor Jönköping beginnt ein älterer Abschnitt, der in den 1960er Jahren fertiggestellt wurde. An dieser Stelle kreuzt sie den Riksväg 40 im Kreuz Ljungarum. Der komplette Abschnitt zwischen Jönköping und Huskvarna ist mit einer Beleuchtung ausgestattet. Anschließend verläuft die Autobahn entlang des Vättern. Dort verläuft die E4 280 Meter über dem Meeresspiegel und ist damit die höchstgelegene Autobahn Nordeuropas. Dort befindet sich auch der Rastplats Brahehus (270 m ü. NN), der eine schöne Aussicht über den Vättern bietet. Vorbei am See verläuft die Straße weiter Richtung Ödeshög. Die Strecke von Jönköping nach Ödeshög gilt als eine der schönsten Straßen Schwedens. Nördlich von Ödeshög befindet sich ein Autobahnabschnitt, der in den späten 1990er Jahren fertiggestellt wurde. Die Strecke von Väderstad nach Mjölby ist ein älterer Autobahnabschnitt, der in den 1990er Jahren umgebaut wurde.

### Mjölby – Stockholm

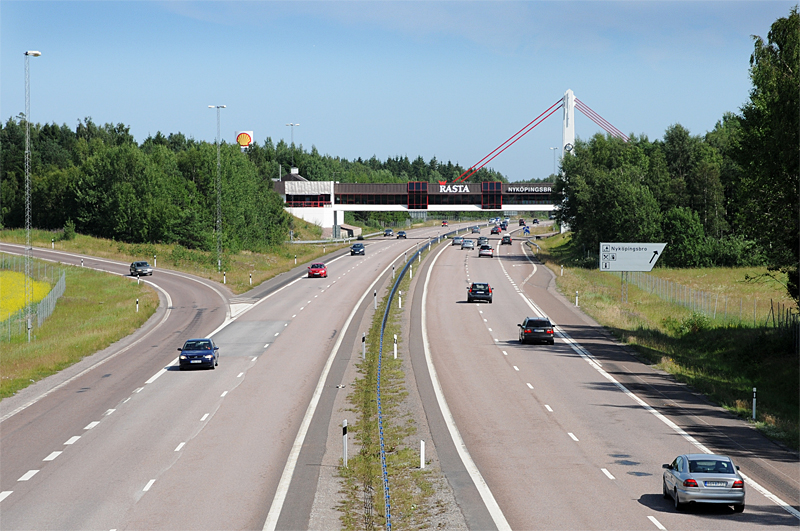
Die E4 bei Nyköping

Hinter Mjölby verläuft die Autobahn weiter durch flaches Land und hat dort einen gradlinigen Verlauf. In Linköping kreuzen dann die beiden Straßen Riksväg 34 und Riksväg 35 an den Autobahnkreuzen Linköping Västra und Linköping Östra die E4. Bei Norsholm überquert die E4 den Göta-Kanal und verläuft dann weiter nach Norsholm, wo die E22 in die E4 mündet. Am nordwestlichen Stadtrand vorbei geht es weiter auf einer in den 1960er Jahren errichteten Trasse. In Norsholm ist die Autobahn wiederum beleuchtet.
Im Södermanland geht die ältere Straße in einen neueren Straßenabschnitt über. Dieser Abschnitt bei Stavsjö wurde im Jahr 1994 fertiggestellt. Die Autobahn ist dort sehr breit gebaut, sodass man an manchen Stellen den Gegenverkehr gar nicht sehen kann. In Nyköping beginnt ein älterer Abschnitt, was man an den alten und teilweise schmalen Brücken erkennen kann. Er wurde bereits 1961 eröffnet. Die Ausfahrten sind zudem ziemlich eng gebaut wie die ganze Strecke, weswegen es immer wieder zu Verkehrsunfällen kommt. Zur Sicherheit und gegen die steigende Anzahl an Verkehrsunfällen wurde in diesem Bereich eine Geschwindigkeitsbegrenzung von 90 km/h eingeführt. Die meisten schweren Verkehrsunfälle mit Todesfolge traten im Winter 2009/2010 auf.
Nördlich von Södertälje durchfährt man einen in den 1950er Jahren erbautes Straßenstück, was aber zum damaligen Zeitpunkt nicht als Autobahn geplant war. Erst 1964 wurde sie ohne intensiven Ausbaumaßnahmen zur Autobahn hochgestuft. Der Autobahnabschnitt führt durch die Berge und tiefen Täler, wodurch sie an dieser Stelle mit einigen Kurven versehen ist. Die E4 verläuft durch Salem weiter bis nach Stockholm.

### Stockholm – Gävle

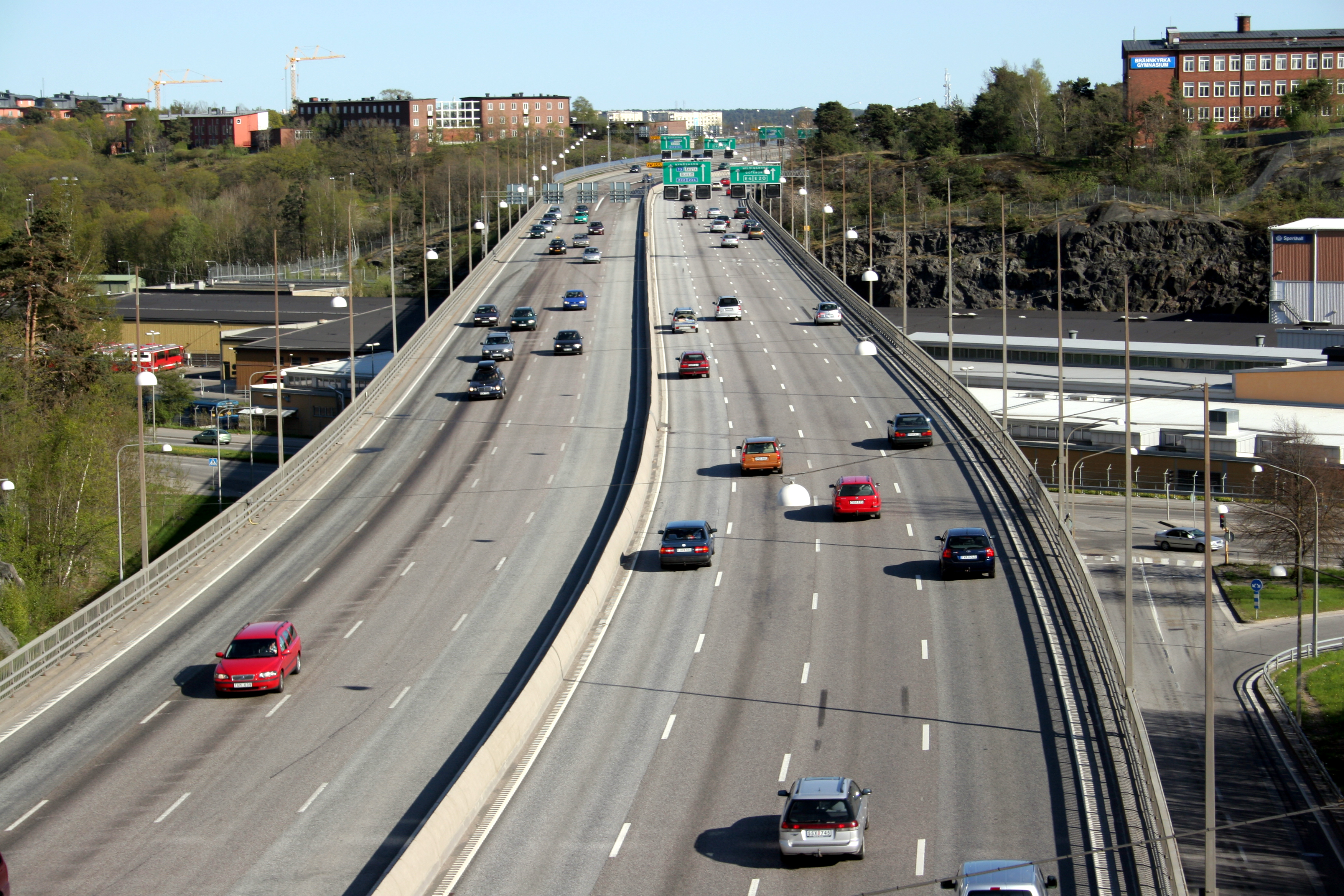
Die E4 in Stockholm bei Nyboda

In Stockholm führt die Autobahn vorbei an Fittja, bis sie hinter Hallunda sechsspurig wird. Nach dem Kreuz Västertorp (Verbindung mit der Södra Länken) verläuft die E4 durch den Stadtkern von Stockholm, wo sie an vielen Stellen achtspurig ausgebaut ist. Sie verläuft dort gemeinsam mit der Essingeleden und ist die am stärksten befahrene Straße Schwedens. In Stockholm ist die E4 zudem außergewöhnlich beleuchtet: Die Lampen sind, ähnlich wie bei normalen Straßen, an Seilen befestigt und hängen mittig über jeder Fahrbahn. Die Essingeleden geht über eine Reihe von Brücken wie der Gröndalsbron, Essingebron und durch den Fredhällstunneln.
Nach dem Eugeniatunneln endet die Essingeleden und die E4 verläuft weiter gemeinsam mit der Uppsalavägen. Der Bereich zwischen der Essingeleden und Uppsalavägen wurde in den 1990er Jahren dem Verkehr übergeben. Zuvor verlief der Verkehr über eine schmale, 1971 fertiggestellte Straße durch die Innenstadt von Stockholm. Teile der Uppsalavägen wurden in Etappen eröffnet. Die erste wurde in den 1950er Jahren dem Verkehr übergeben. Bei Järva Krog kreuzt die E18 die E4.
Die Autobahn verläuft dann durch Upplands Väsby weiter Richtung Märsta und Arlanda. Am Autobahnkreuz Arlanda gibt es dann die Verbindung mit dem Länsväg 273 zum Flughafen Stockholm/Arlanda. Hinter Märsta endet dann die Beleuchtung der Autobahn, nachdem sie in Södertälje begann. Eine über so eine Länge beleuchtete Autobahn gibt es sonst nur in den Niederlanden, Belgien und Großbritannien. Zwischen Märsta und Uppsala befinden sich die beiden Fahrbahnen, ähnlich wie bei Nyköping, sehr weit voneinander entfernt. Dieser Abschnitt wurde in den 1970er Jahren eröffnet und hat einen geraden Verlauf mit leichten Kurven.
Südlich von Uppsala am Kreuz Säby kreuzt die E4 den Tycho Hedéns väg, die ehemalige Strecke der E4. 2006 wurde die neue Strecke der E4 fertiggestellt. Dort befindet sich eine sehr moderne Strecke, die mit der neusten Beleuchtung ausgestattet ist. Ebenfalls bei Uppsala überquert eine Museumsbahn die Autobahn.
Nördlich von Uppsala endet die Beleuchtung und die Autobahn verläuft vorbei an Storvreta über die Fyrisån. Die Strecke zwischen Uppsala und Björklinge wurde am 21. Dezember 2006 eingeweiht, der Abschnitt zwischen Björklinge und Mehedeby wurde am 17. Oktober 2007 dem Verkehr übergeben. Durch die Eröffnung der Autobahn hat sich die Verkehrssituation im Gebiet deutlich verbessert, vor allem auf dem Tycho Hedéns väg. Der Abschnitt zwischen Mehedeby und Gävle hat einen ziemlich breiten Mittelstreifen. Diese Strecke wurde zunächst als Landstraße in den 1970er Jahren errichtet und verläuft quer durch weitgehend unbewohnte Waldgebiete. 1995 wurde eine zweite Richtungsfahrbahn neben den bereits bestehenden Strecke errichtet und wurde somit zur Autobahn ausgebaut.

### Gävle – finnische Grenze

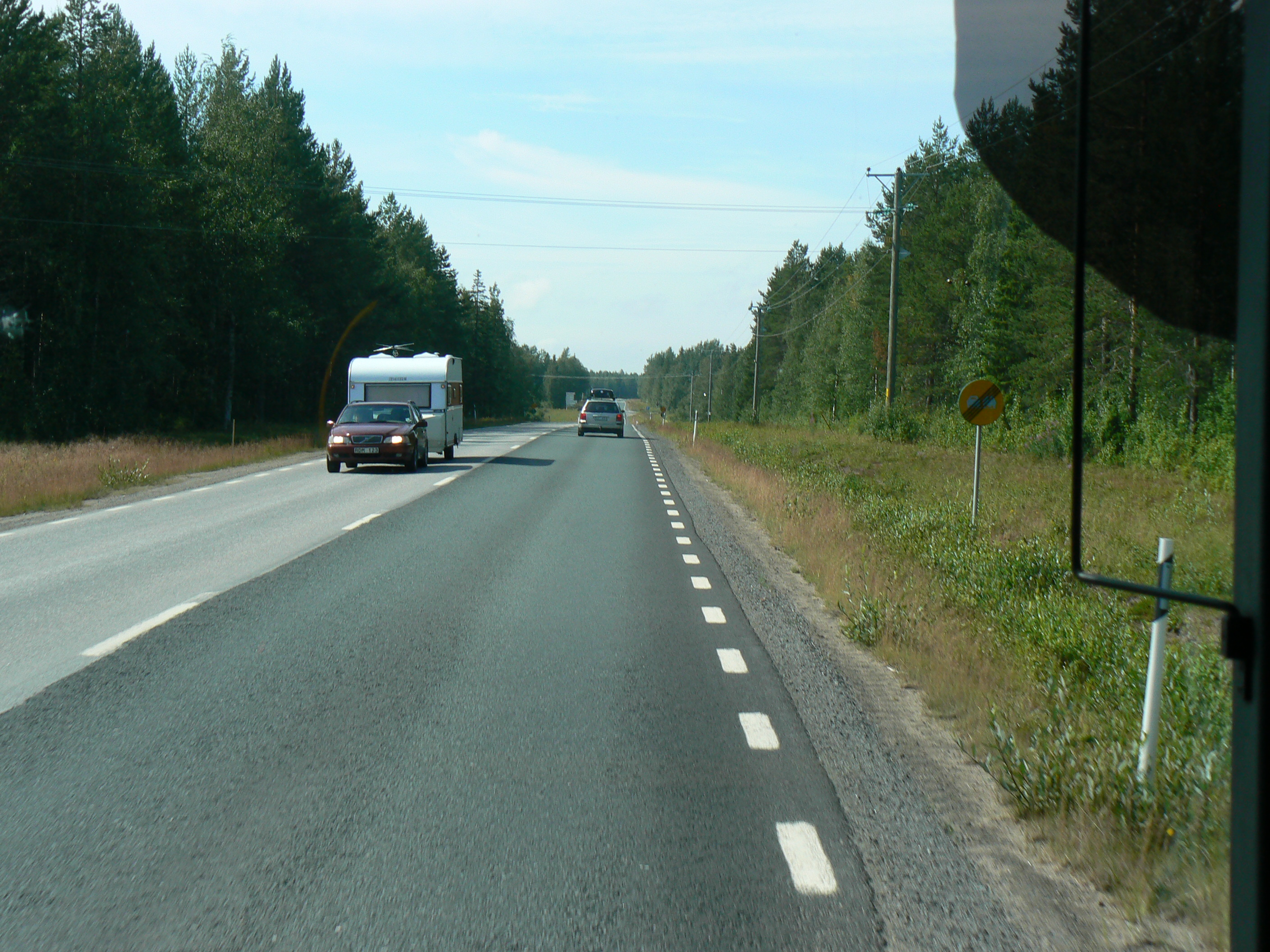
Die E4 zwischen Haparanda und Kalix

Kurz hinter Gävle endet die Autobahn und die E4 verläuft weiter im 2+1-Fahrstreifensystem ohne Kreuzungen als Autostraße. Ab Hudiksvall gibt es auf der Strecke auch Kreuzungen. Zwischen Söderhamn und Enånger war die Strecke die erste vierspurige Straße Schwedens. Sie war ursprünglich nicht als Autostraße geplant, wurde aber 1999 hochgestuft. Zwischen Sundsvall und Timrå folgt ein kurzes Autobahnstück, das 1960 dem Verkehr übergeben wurde. Anschließend folgt die E4 als Autostraße im 2+1-System.
Die E4 verläuft weiter bis nach Härnösand, wo es über die Högakustenbrücke geht. Von diesem Ort aus bis zur Staatsgrenze verläuft die Straße autobahnähnlich und auch weitergehend mit höhenfreien Kreuzungspunkten. In Västerbottens län, insbesondere bei Umeå, ist eine Höchstgeschwindigkeit von 110 km/h zulässig. Die Strecke zwischen Stöcksjö und Umeå sollte eigentlich als Autobahn eingestuft werden. Dies wird jedoch durch drei Kreisverkehre auf der Strecke verhindert.
Zwischen Piteå und Bertnäs wird die E4 noch einmal als Autobahn ausgeschildert und ist damit die nördlichste Autobahn Schwedens. Eigentlich sollte der Abschnitt als Autostraße gebaut werden, da im Parlament beschlossen wurde, dass keine Autobahn nördlich von Sundsvall gebaut werden sollte. Bei Luleå liegt das Autobahnkreuz Notviken, das zu den nördlichsten Autobahnkreuzen Europas zählt.

## Geschichte
Die Straße geht auf die 1945 festgelegten Riksvägar 1 (Riksettan – Teilabschnitt von Helsingborg nach Stockholm) und 13 (Rikstretton – Teilabschnitt zwischen Stockholm und Haparanda) zurück. 1962 wurde diese beiden Straßen zur E4 zusammengefasst.